# Немецкое военное кладбище (Севастополь)
Немецкое военное кладбище — кладбище немецких военнослужащих, которые погибли во время Великой Отечественной войны на территории Крымского полуострова. Расположено в Варнутской долине, близ села Гончарного.

## История
В годы Великой Отечественной войны, во время осады Севастополя гитлеровскими войсками, и во время освобождения города, погибло более 300 тысяч немецких солдатов и офицеров. Многие погибшие здесь немцы были во время боевых действий вывезены в Германию. Но десятки тысяч остались лежать в Севастопольской земле.
В течение целых десятилетий невозможно было даже ставить вопрос об обустройстве мест массовых захоронений немецких солдат. В последнее время такая работа, по инициативе и за средства немецкой стороны, проводится. В 1998 году в районе села Гончарного под Севастополем было оборудовано немецкое мемориальное военное кладбище. Здесь было перезахоронено около 5,5 тысяч останков немецких воинов. Территория кладбища обустроена, огорожена и охраняется. В центре кладбища стоит 2-х метровый поминальный крест. На кладбище установлены мемориальные доски с именами погибших здесь в годы войны немцев. Кладбище содержится в значительной части на средства немецкой стороны.
Во время оккупации Феодосии немецко-румынскими войсками дача Стамболи служила госпиталем для немецких раненых солдат и офицеров. Рядом с ней находилось немецкое кладбище для военнослужащих 132-й пехотной дивизии генерала Фрица Линдеманна с более чем 1500 захоронениями к 1944 году. После освобождения города кладбище сравняли с землёй. В 2003 году немецкое общество «Фольксбунд», совместно со специалистами Феодосийского краеведческого музея и поисковым отрядом «Юг» провели эксгумацию, и останки были перезахоронены на немецком военном кладбище у села Гончарное.